# Corinth (Teksas)
Corinth je grad u američkoj saveznoj državi Teksas. Prema popisu stanovništva iz 2010. u njemu je živjelo 19.935 stanovnika.